# 코이아이케투코투코
코이아이케투코투코(Ctenomys coyhaiquensis)는 투코투코과에 속하는 설치류의 일종이다. 칠레 남부의 토착종이다. 학명은 칠레의 도시 코이아이케의 이름에서 유래했다.

## 분포 및 서식지
해발 330m와 730m 사이의 칠레 두 곳에서 알려져 있다. 모래 또는 바위가 많은 땅에서 서식한다.